# Не будь байдужим!
«Не будь байдужим» — громадський рух в Україні, спрямований на розвиток громадянської свідомості в Україні. Заснований у вересні 2005 року як акція «Не будь байдужим!» групою музикантів. З травня 2006 року трансформувався у громадську організацію. Зареєстрований як Всеукраїнська громадська організація. Виконавчим директором організації є Оксана Левкова.

## Історія

### Акція
Історія організації бере свій початок з акції «Не будь байдужим!» — серії з 14-ти музично-інтерактивних концертів у різних містах центральної України, які проходили на підтримку української мови. Від 11 вересня 2005 року до грудня 2006 року акція прокотилась по таких містах як: Севастополь, Костопіль, Яготин, Лубни, Сміла, Біла Церква, Фастів, Умань, Бердичів, Гайсин, Олександрія, Полтава, Ковель, Шпола, Старокостянтинів. Одинадцятим містом, яке відвідали музиканти, була Полтава. Концерт відбувся 29 липня і проходив на Співочому полі. Крім постійних учасників у ньому взяв участь місцевий гурт «Дельтора». Частину концерту музиканти спілкувалися з аудиторією, висловлювали думки та відповідали на запитання. 
Чотирнадцятим містом, у якому відбулася акція, став Старокостянтинів. Безкоштовний концерт відбувся 15 грудня 2006 року в залі Будинку офіцерів, за повного аншлагу. Переважно його відвідала молодь. Під час концерту музиканти спілкувались з аудиторією. В рамках заходів крім концерту 9 шкіл міста і гарнізонна бібліотека Старокостянтинова отримали близько 1000 книг. Серед 120 найменувань україномовних книжок твори популярних сучасних українських авторів, перекладна класика, а також навчальні посібники.
За час акції концерти відвідало загалом 35000 осіб і 58 журналістів, а в їх організації взяло участь 115 волонтерів.
Засновниками акції стали музиканти Сашко Положинський (лідер гурту «Тартак») і Сергій Присяжний (лідер гурту Мотор'ролла). Співорганізатором заходів був Валерій Умрихін. Спочатку постійними учасниками концертів були гурти «Тартак», «Мотор'ролла», «ФлайzZzа». З травня 2006 року до них приєднався гурт «Гайдамаки», а з липня — «Мандри».Також, крім названих гуртів взяли участь «Ot Vinta!», «СКАЙ», «Гуляйгород», а також лірник Володимир Кушпет і бандурист Сергій Захарець. Концерти проходили під гаслом «Ні Малоросії! Зробимо країну Україною!».
У таких містах як Ковель, Шпола та Старокостянтинів крім самих концертів організатори почали роздавати україномовні книжки місцевим школам.

Сашко Положинський так розповів про заснування акції:
|                                                                                        | Якось ми всі разом сиділи в кав'ярні й розмовляли. Уже минув час після того, коли прийшла нова влада, у яку вірили люди, але ніяких змін не відбулося. Нас, людей які займаються сценічною діяльністю, це дуже турбує. Адже масова культура впливає на свідомість людей. На жаль, інформаційну війну ми вже давно програли своїм сусідам. В Україні російськомовної продукції набагато більше, ніж української. . |
| — Сашко Положинський 29 липня 2006 року на прес-конференції перед концертом у Полтаві, | |

За словами організаторів, акція не була політичною і вони не підтримували жодної партії. Фінансова підтримка була з боку як самих учасників, так і багатьох інших людей, які долучалися до акції в нових містах. Вони відчували дискримінацію української мови, приміром, відсутність або малі тиражі україномовних видань. Метою було донести, що громадянська свідомість починається з малих речей, наприклад, попросити в продавця кіоску видання українською мовою, а також самому спілкуватись українською.

### Громадський рух
10 травня 2006 року Положинський і Присяжний оголосили про заснування однойменного громадянського руху «Не будь байдужим!».
Концерти музикантів в дещо видозміненому складі проходили вже під егідою цього руху продовжилися у 2007—2008 роках в рамках проєкту «Зроби подарунок Україні! Переходь на українську!». 
Про початок цього проєкту оголошено на прес-конференції в Українському домі в Києві 27 грудня 2006 року. Він складався з низки масштабних інтерактивних рок-концертів у 2007—2008 роках у різних містах України.
Постійними учасниками концертів були гурти «Мотор'ролла», «От Вінта», «Мандри», «Гуляйгород», а також лірник Володимир Кушпет (один із засновників популярного колись гурту Кобза) і бандурист Сергій Захарець. На окремих концертах виступали «Тартак», «ФлайzZzа», «Гайдамаки», «Фліт» і народна артистка України Ніна Матвієнко. Також організатори на кожен концерт запрошували по одному місцевому україномовному колективові. Загалом концерти відвідало близько 20000 осіб.
Інтерактивність концертів полягала в тому, що під час них музиканти вели живе спілкування з аудиторією, під час якого обговорювали важливість української мови для побудови Держави, розповідали про власні приклади переходу на українську мову, способи полегшити перехід тощо. Учасники та організатори заходів відвідали численні прес-конференції і дали велику кількість інтерв'ю. Їх перебіг широко описувала регіональна україномовна і російськомовна преса в тих містах, де вони проходили, а також загальнонаціональні видання.
Але це вже не були чисто музичні заходи. В тих містах, де вони відбувалися, і на самих концертах, активісти руху роздавали багатотиражні агітаційні матеріали з закликом до російськомовних громадян України переходити на українську мову У ході акції в 12-ти обласних центрах активісти роздали 50000 брошур під назвою «Зроби подарунок Україні! Переходь на українську!».
Також організатори продовжили забезпечувати школи сучасною українською літературою та україномовними перекладами, що вони почали робити ще до заснування руху, тепер уже на регулярній основі. Кожна україномовна школа цих міст отримала по комплекту з 30-ти україномовних книг сучасної української та перекладної літератури, загалом ? книг..
Метою акції було: допомогти людям, які хотіли б розмовляти українською, але не наважуються подолати психологічний бар'єр у російськомовному середовищі.
Ще одним музичним проєктом руху, але в дещо іншому напрямку, став Ремікс 482, який складався з серії клубних музичних акцій в семи обласних центрах України з 6 листопада 2007 року до 22 квітня 2008 року за участю відомих музикантів: DJ Архітектор із гурту Тартак, DJ Tonique (Антон Батурин з гурту ТНМК) і DJ Валік з гурту Бумбокс, а також спеціального гостя Вови зі Львова.
Метою акції було спростувати негативні стереотипи молоді щодо придатності/непридатності використання української мови та україномовного доробку в клубній культурі України. Також проєкт порушував проблему неідентифікованості українських ді-джеїв у музично-споживацькій сфері.
Під час цих заходів музиканти виконували танцювальні ремікси на пісні популярних українських виконавців різних жанрів: Другої ріки, 5'nizza, Яремчука, Ротару, Братів Гадюкіних, Крихітки Цахес, Сонцекльош та інших, а також на пісні своїх власних гуртів. Свої власні пісні виконував Вова зі Львова. Крім цього діджеї спільно влаштовували скретч-шоу, під час якого шкрябали платівки під україномовні композиції.
Акції відбулись у таких клубах, як «Бінго» (Київ, 6 листопада 2007 року), «Меридіан» (Харків, 27 листопада 2007 року), «Плазма» (Одеса 4 грудня 2007 року), «Гараж» (Донецьк, 29 січня 2008 року), «Слайдер» (Полтава, 26 лютого 2008 року), «СВ» (Хмельницякий, 14 квітня 2008 року), «Колізей» (Вінниця, 22 квітня 2008 року). Загалом ці сім музичних заходів відвідало близько 5000 осіб
Наступною великою роботою руху став Мазепа. Made in Ukraine — всеукраїнський культурологічний проєкт, який тривав з вересня 2008 року до липня 2009-го, направлений на привернення уваги широких кіл громадськості, передусім школярів 8-11 класів, у різних регіонах України до постаті Івана Мазепи. Заходи присвячувалися 300-річчю з початку повстання на чолі з гетьманом Іваном Мазепою, 300-річчю Батуринської трагедії, 300-річчю Полтавської катастрофи, а також 370-річчя з дня народження і 300-річчя з дня смерті гетьмана. Проєкт складався з двох сегментів:
1. Дійство у Палаці спорту за участю модельєрки Оксани Караванської, атлета Василя Вірастюка, письменниці Оксани Забужко, музичного критика Юрка Зеленого, олімпійської чемпіонки Ірини Мерлені[джерело?], гуртів «ВВ», «ТНМК», «Mad Heads» (м. Київ, 4 жовтня 2008 р).
2. Всеукраїнський конкурс творів серед учнів 8-11 класів на тему «Хто для мене Іван Мазепа?» (серпень 2008 — червень 2009).[34][35]

Мета проєкту: відкрити новий погляд на видатного українця Івана Мазепу, спростувати негативні стереотипи в свідомості українців щодо державника, заохотити молодь замислитися над білими плямами в історії України, показати Мазепу як людину, а не як політика.
У 2013—2015 роках під егідою руху відбувалися показ стрічки «Холодний Яр. Воля України – або смерть!» — документального фільму про визвольну боротьбу українських повстанців Холодноярської республіки проти російських окупантів 1918-22 років. Знятий за мотивами роману «Холодний Яр» Юрія Горліс-Горського. Виконавча директорка руху «Не будь байдужим» Оксана Левкова була продюсером фільму.
Виробництвом фільму займалася студія «Диваки production», а режисером була Галина Химич. Ролі у фільмі виконували не професійні актори, а учасники Клубу історичних реконструкцій «Повстанець». Науковим консультантом був кандидат історичних наук Юрій Митрофаненко.
Автором ідеї та одним із спонсорів проєкту став Анатолій Балюк. Дві третини витрат покрили небайдужі люди, які допомагали і з іншими аспектами створення. Спочатку організація «Не будь байдужим» планувала створити справжню науково-популярну стрічку, передусім для школярів, але потім вирішила, що тема зацікавить значно ширше коло глядачів.
Зйомки фільму почалися в липні 2013 року. Знімали його в історичних місцях, зокрема в самому Холодному Яру на Черкащині. Бойові сцени знімали в Голосіївському парку в Києві. Одяг і озброєння акторів були близькими до історичних.
Фільм підпільно показували на Донбасі і в Криму, зокрема в Слов'янську, Дружківці та Краматорську, де він викликав жваві дискусії. 22 грудня у Слов'янській міській раді відбувся круглий стіл за участю Оксани Левкової, Владислава Куценка і Юрія Митрофаненка після завершення якого відбулася презентація та показ фільму. 30-31 березня фільм показували і обговорювали в Запоріжжі, у Січовому колегіумі, військовому ліцеї «захисник», відкритий показ у кіноклубі «Сходження», колегіумі «Елінт», а також у Класичному приватному університеті. 5 квітня 2015 року стрічка вийшла в ефірі УТ-1. 7 квітня 2015 року фільм виклали на YouTube, де станом на початок 2019 року його продивилися близько 56 000 осіб.
20 серпня 2015 року Міністр молоді та спорту Ігор Жданов нагородив громадських активістів та представників молодіжних громадських організацій національно-патріотичного спрямування за вагомий внесок у відродження та впровадження національно-патріотичного виховання та з нагоди відзначення Дня Державного Прапора України та 24-ї річниці Незалежності України. Серед тих, хто отримав подяки міністерства була виконавча директорка руху Оксана Левкова.
10 листопада 2016 року в столичному Музеї книги та друкарства відбулося святкування Дня української писемності та мови, на якому рух «Не будь байдужим!» презентували та відзначили серед інших організацій, які опікуються питаннями застосування української мови.

## Загальні відомості

### Мета руху
- сприяти відновленню української громадянської свідомості
- донести до мешканців міст, що зробити країну справді Україною — розвиненою українською державою — можливо лише за умови їхньої безпосередньої активності, створення самими людьми повноцінного життя у своєму місті, містечку, селищі.

### Учасники
- музичні гурти: «Воплі Відоплясова», «ТНМК», «Mad Heads», «Мандри», «Мотор'ролла», «Ot Vinta!», «Тартак», «ФлайzZzа», «Гайдамаки», «С.К.А.Й.», «Роллік'c», «Гуляйгород», «ШиЗО», «Вурдалаки»;
- окремі артисти: Ніна Матвієнко, Володимир Кушпет, Сергій Захарець, Ярослав Джусь;
- письменники: Юрій Андрухович, Оксана Забужко, Сергій Жадан, Олександр Ушкалов, Тарас Прохасько, Ірен Роздобудько, Анатолій Дністровий, Лариса Денисенко, Леся Воронина, Сергій Іванюк.
- спортсмени: Ірина Мерлені, Василь Вірастюк, Олег Добко.
- модельєри: Оксана Караванська, Лілія Пустовіт, Роксолана Богуцька, Руша Полякова
- вчені-філологи: Лариса Масенко, Орися Демська-Кульчицька, Леся Демська, Оксана Калиновська;
- журналісти, телеведучі, критики: Юрій Макаров, Богдан Кутєпов, Мирослав Джонович Кувалдін, Юрко Зелений, Євген Булавка, Ярослава Музиченко, Оксана Чухліб, Віктор Крук, Володимир Щербина, Ольга Бабчук, Ярина Скуратівська.

### Гасло
Гасло руху: «Ні — Малоросії! Зробимо країну Україною!»

## Ідеологія
- Усім громадянам України, незалежно від етнічного походження й регіону проживання вигідно, щоб Україна стала повноцінною європейською державою, а не колоніальним придатком Росії.

- Волю й добробут громадянам України забезпечить тільки європейська модель розвитку.

- Україну повинна поєднувати державна українська мова. Державні службовці усіх рівнів повинні користуватися на службі виключно українською мовою. Молодь, яка знає українську мову й прагне спілкуватися українською мовою в російськомовних містах України, повинна себе почувати комфортно.

- Перехід на українську мову не може бути примусовим — це повинне бути особисте рішення окремого громадянина.

- Усі події, процеси повинні бути подані неупереджено, постаті оцінені з точки зору відповідності їхніх дій українським інтересам — передусім створенню й зміцненню самодостатньої держави.

- В обов'язковому порядку повинні бути озвучені поіменно прізвища ініціаторів репресій, голодоморів і русифікації в Україні.

- Будь-яка влада в будь-якій країні потребує щоденного контролю з боку суспільства, тому що вона діє лише тоді в його інтересах, коли знає, що суспільство не дозволить їй діяти інакше.

- Громадяни України повинні досягати професіоналізму у своїй діяльності, що є необхідною умовою будівництва конкурентоспроможного європейського суспільства.

## Акції
Усі акції та проєкти ВГО «Не будь байдужим!» можна умовно поділити на шість тематичних напрямів:

### Історичний напрям
Ідеться передусім про проєкт «Мазепа. Made in Ukraine», що зайняв у небайдужих цілий 2008-й рік та першу половину 2009-го. Заходи присвячувалися 300-річчю з початку повстання на чолі з гетьманом Іваном Мазепою, 300-річчю Батуринської трагедії, а також 300-річчю Полтавської катастрофи. Проєкт складався з двох сегментів: 1) дійство у Палаці спорту за участю модельєрки Оксани Караванської, атлета Василя Вірастюка, письменниці Оксани Забужко, музичного критика Юрка Зеленого, олімпійської чемпіонки Ірини Мерлені, гуртів «ВВ», «ТНМК», «Mad Heads» (м. Київ, 4 жовтня 2008 р). 2) всеукраїнський конкурс творів серед учнів 8-11 класів на тему «Хто для мене Іван Мазепа?» (серпень 2008 — червень 2009).
Акція НББ в Палаці спорту стала видовищним дійством. Відвідувачі мали змогу безкоштовно зробити барокові зачіски у перукарів-знавців старовини, які приїхали зі Львова.
Митець Віктор Крук фотографував молодь, яка одягалася в розкішний одяг епохи гетьмана Мазепи (завдяки майстерні автентичного костюму «Шляхетний одяг»). У змаганні «Хто для мене Іван Мазепа?» було зареєстровано 50 тисяч анкет. Журі на чолі з кандидатом історичних наук, старшим науковим співробітником Інституту історії України НАН України Ольгою Ковалевською перевірило 8 тисяч творів. Переможці отримали книжки, медалі, диски, футболки, дипломи.
Волонтери видали дві брошури про Мазепу: одну підлітковим сленгом написали філологи Києво-Могилянки, а другу створив рок-музикант і художник Юрко Журавель (гурт «От Вінта!»).
До цього тематичного напряму належить також щорічний Історичний табір імені мецената Є. Чикаленка для дітей з багатодітних сімей різних областей України. У 2010-му проведення табору профінансував Олег Скрипка.
Під егідою руху 2014 року знято документальний фільм Холодний Яр. Воля України – або смерть!

### Літературний напрям
Небайдужі у публічних виступах постійно наголошують на тому, що необхідно розвивати сучасну українську (україномовну) літературу різних жанрів. Зважаючи на те, що шкільна програма радянської та пострадянської України концентрувалася переважно на фольклорному, народницькому підході до словесності (чим виховала відразу до українських книжок), то необхідно терміново показувати молоді інший бік літератури, а отже, і буття. Важливо також закохувати молодь, серед іншого, у тексти красного письменства, писані для широкого загалу, а не в академічних цілях. Якщо лакуну мас-культури не заповнить україномовна література, то її місцем скористається російськомовна.
Для озвучення цих ідей небайдужі провели відкриті уроки з української літератури у 46-х столичних школах (проєкт «Укрмова-суперкльова!», квітень 2007 — квітень 2008 рр), зустрічі Сергія Жадана, Тараса Прохаська та Сашка Ушкалова зі студентами Кіровограду, Сум, Полтави, Черкас (проєкт «Куди подівся дон Хозе?», листопад 2007 — березень 2008) та створили свій Літературний клуб «NBB» («Nota bene-bene», від лат. «познач добре-добре», «зверни увагу», липень 2010 р).

### Освітньо-мовний напрям
У 2009-му Рухові «Не будь байдужим!» удалося пролобіювати ухвалення Кабміном внесення змін до Постанови КМУ про обов'язковість застосування української мови в робочий час учителями шкіл комунальної та державної форми власності з українською мовою навчання, однак напередодні президентських виборів 2010 р. Конституційний Суд України скасував це рішення урядовців.
Однак ще раніше небайдужі встигли промоніторити мовну ситуацію у всіх школах Подільського, Печерського та Святошинського районів м. Києва та нагородити мовно-послідовні заклади, директорів, педагогів.

### Музично-мовний напрям
Завдяки небайдужим тисячі хлопців та дівчат з різних областей України послухали непопсову українську молодіжну музику. Йдеться про серію інтерактивних концертів «Зроби подарунок Україні! Переходь на українську!» (квітень 2007 — листопад 2008), також тур нічними клубами східно- та південноукраїнських міст найкращих діджеїв України «Ремікс 482», до складу яких входили dj Architector (Павлишин Віталій), dj Валік, dj Tonique. (листопад 2007 — квітень 2008).

### Бізнесово-мовний напрям
Важливим напрямом діяльності є робота із зовнішньою рекламою, а також із закладами громадського харчування та кінотеатрами. НББ намагається спонукати топ-менеджмент десятків закладів українізувати антураж і обслуговування крамниць, перукарень, салонів, банків, ресторанів тощо (наприклад, поміняти таблички «Открыто-Закрыто» на «Відчинено-Зачинено», надрукувати чеки та меню рідною для 80 % громадян мовою). Моніторинг підприємств та організацій різних форм власності має як результат не лише комфорт україномовних клієнтів, а й наповнення державного бюджету, адже представники бізнес-еліти регулярно платять Управлінню у справах захисту прав споживачів штрафи за порушення мовного законодавства.

### Протестно-політичний
Позаполітичний рух «Не будь байдужим!» не міг стояти осторонь таких однозначно загрозливих для нацбезпеки подій, як призначення Дмитра Табачника міністром освіти і науки України (з грудня 2010 р — міністром освіти і науки, молоді та спорту) та подання литвинівцями, регіоналами та комуністами законопроєкту «Про мови в Україні». Тому в рамках кампаній «Табачника — геть!» та «Займіться ділом, а не язиком!» небайдужі організували безліч протестних акцій в різних куточках України. Найбільшу увагу ЗМІ привернуло здавання активістами в макулатуру передвиборчих агітаційних матеріалів представників згаданих політичних сил з вимогою не ухвалювати надто дорогого для України документу. Була проведена інформаційна кампанія проти русифікаційної Концепції мовної освіти України, що її розробило Міністерство освіти та науки, молоді та спорту.

### Українізація сфери обслуговування
Ініціатива "Дріжджі" разом із рухом «Не будь байдужим!» у Всесвітній день прав споживача вручають щорічну антипремію «Гнилий кабак» найгіршому закладу міста Києва, яка покликана привернути увагу громадян до проблеми якості обслуговування україномовних споживачів у сфері обслуговування. В 2011 році антипремію отримала мережа кав'ярень «Шоколадниця». В 2012 році переможцем стала кав'ярня «Kofein» за адресою вул. Велика Васильківська, 21. В 2013 році відзначили мережу Муракамі.

## Фінансування
Згідно із заявами учасників руху, фінансування здійснюється за рахунок пожертвувань дрібних і середніх підприємців України, що розділяють ідеологію руху. 